# SMS Streiter
Az SMS Streiter az Osztrák–Magyar Monarchia Huszár-osztályú rombolója (Zerstörer) volt az első világháborúban. Testvérhajói az SMS Huszár I, SMS Ulan, SMS Wildfang, SMS Scharfschütze, SMS Uskoke, SMS Huszár II,  SMS Turul, SMS Pandúr, SMS Csikós, SMS Réka, SMS Dinara és az SMS Velebit.

## Pályafutása
1905. október 30-án megkezdődött az építése. 1906. június 16-án bocsátották vízre, azután próbajáratokat tett. 1907. január 1-jétől a Hajóraj kötelékébe tartozott. Március 4-én kifutott Teodóból a Földközi-tenger keleti medencéje felé. 1913. május 20-án kivonták a szolgálatból. Május 27-én elrendelték az átfegyverzését.
1914. június 14-én újból szolgálatba állt. Július 24-én Pólából áthelyezték a Cattarói-öbölbe, Kumborba. Augusztus 10-én a Szigetvár cirkálóval kifutott Antivari felé, a blokádszolgálat átvételére. Montenegró előtt őrjáratozott. Augusztus 16-án a Menders Fokhoz hajózott a felváltani a blokádhajót. A francia flotta észlelésekor a Cattarói-öböl irányába fordult, és 09.30-kor befutott az öbölbe. 08. 28-án a montenegrói állásokat lőtte. 09. 17-én a Monarchot biztosította. Október 18-án Antivarit bombázta. November 14-én felderítést végzett a Menders Fok előtt. November 20-án feltartóztatott egy trabakolót (teher vitorlást).
1915. február 19-én egy montenegrói gőzöst és 2 bárkát üldözött, és a Sv. Ilija üteg tüzet nyitott rá. Március 1-jén Antivarinál a parti ütegek tüzébe került. Április 2-án Pólába ment. Május 24-én Tremiti előtt, a Torre de Mileto melletti jelzőállomást lőtte. Június 1-jén aknákat telepített Triesztnél. Június 20-án aknakeresést végzett Salvore közelében. Június 24-én aknákat keresett Trieszt előtt. 07. 5-én az olasz partok előtt volt bevetésen. Július 18-án dicséretben részesült az ellenséges aknák felszedéséért. Július 23-án Trieszt előtt újból lerakta a korábban felszedett olasz aknákat. Szeptember 7-én őrszolgálatban volt Pericolosa előtt, amikor egy tengeralattjáró torpedót lőtt ki rá, amely az orra előtt haladt el.
1916. június 23-án az olasz partokon, Giulianova közelében lőtte a vasútvonalat és a gyártelepet. Július 16-án aknákat telepített Lissa (ma Vis ) előtt. Október 9-én Pólába ment. 10. 30-tól kazáncserét hajtottak végre rajta.
1917 áprilisában áthelyezték a Cattarói-öbölbe. Április 22-23-án az Otrantói-szorosban volt bevetésen. Szeptember 29-30-án a Pó torkolata előtt rövid ütközetet vívott ellenséges rombolókkal. A Velebit vontába vette. November 19-én és december 7-én felderítést hajtott végre az olasz partok előtt. December 11-én befutott Triesztbe. December 14-én Pólába érkezett. December 19-én a Cortellazzo ütegek tűz alá vették. 12. 21-én befutott Polába. Az év során 31 konvojt kísért, 4 aknakeresést és 9 légitámadás biztosítást hajtott végre.
1918-ban 6 konvojt kísért, 2 légitámadást biztosított, hatszor végzett aknakeresését és 1 tengeralattjáró üldözést hajtott végre. 02. 11-én visszahozott egy, a Tegetthoffról megszökött matrózt. Április 16-án a Quarneróban az általa kísért Petka legázolta, és 01.00-kor a parttól 1 mérföldnyire elsüllyedt. 4 ember meghalt. A személyzet többi tagját a Petka Fiumébe szállította.